# Burgh Castle (romersk fæstning)
Burgh Castle er et af ni romerske saksiske kystforter, der blev opført i England i 200-tallet til at indeholde tropper og beskytte mod saksiske plyndringstogter op ad floderne langs Englands øst og sydkyst. Den ligger ved udmundingen af floden Waveney ved Burgh Castle, i Norfolk (indtil 1974 en del af Suffolk), England.
Fortet var muligvis var kendt som Gariannonum, men den eneste kilde der bruger navn kan også omtale Caister-on-Sea. Mellem 600- og 800-tallet blev stedet muligvis anvendt af et kloster, og i 1000- og 1100-tallet stod der en normannisk motte and bailey-fæstning.